# Tricarpelema africanum
Tricarpelema africanum е вид едносемеделно цъфтящо растение от семейство Commelinaceae, единствен представител на подрод Keatingia. Видът е световно застрашен, със статут Уязвим.

## Разпространение
Tricarpelema africanum е разпространен в западните централни части на Африка и обикновено се среща в плитки почви. Видът е единственият член на род Tricarpelema, който не се среща във влажните гори на тропическа Азия.